# Freiheitsglocke in Berlin

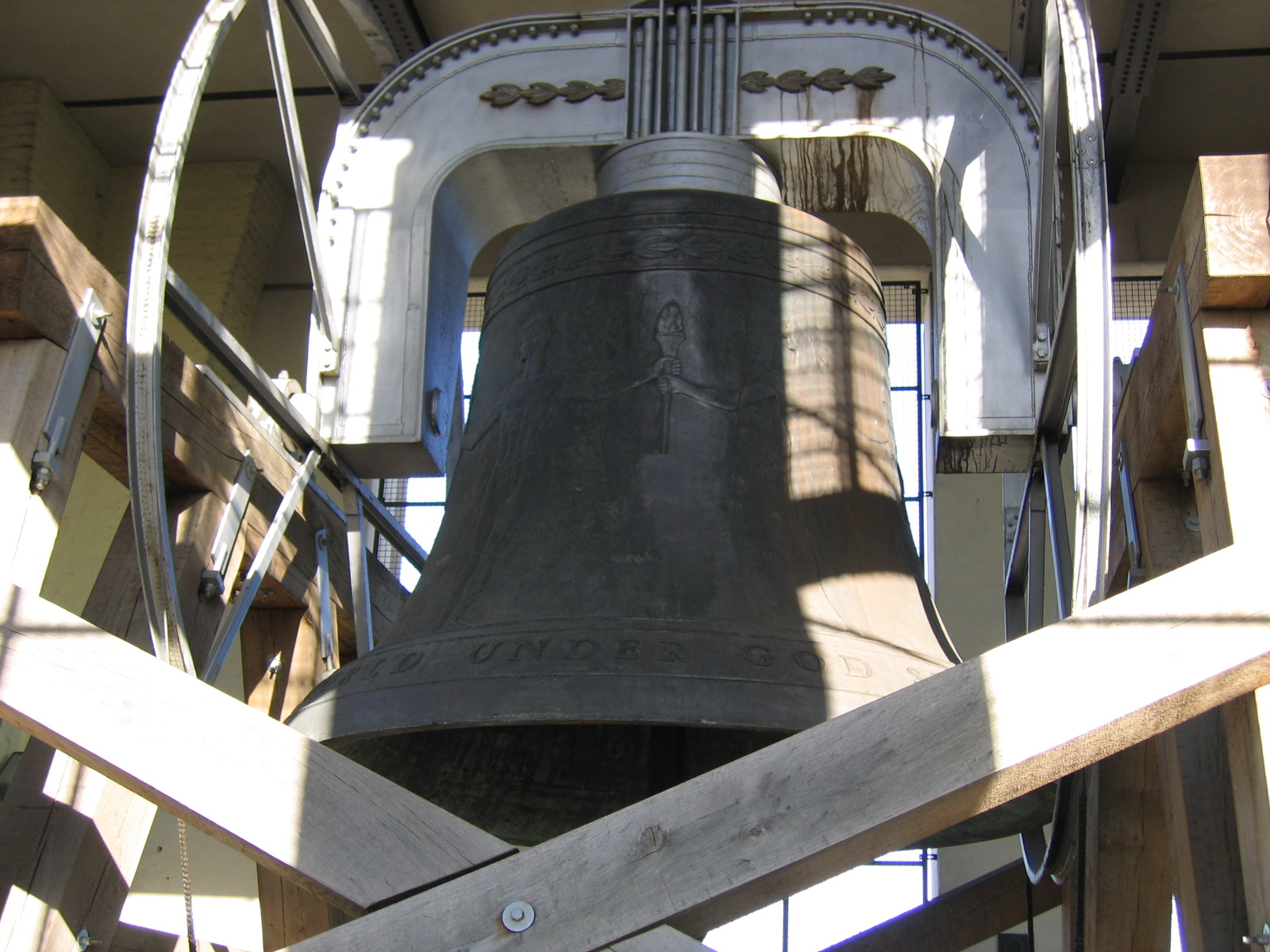
Berliner Freiheitsglocke

Die Freiheitsglocke in Berlin hängt seit 1950 im Turm des Schöneberger Rathauses, das zu jener Zeit Sitz des Regierenden Bürgermeisters von Berlin war. Sie ist die größte profan genutzte Glocke Berlins.

## Geschichte
Die Idee zur Freiheitsglocke reifte in den USA im Mai 1949, als in New York das Nationalkomitee für ein freies Europa gegründet wurde. Um den Menschen im Ostblock ein Gegenbild zum sowjetischen Herrschaftssystem zu bieten, wurde im Zuge des Kalten Krieges der Rundfunksender „Radio Free Europe“ gegründet, der am 4. Juli 1950, dem US-amerikanischen Unabhängigkeitstag, von München aus auf Sendung ging. Parallel initiierte General Lucius D. Clay, bekannt geworden als der „Vater der Berliner Luftbrücke“ und Vorsitzender des Nationalkomitees, eine Spendenaktion in den Vereinigten Staaten, bei der viele Amerikaner Geld für den Kauf einer Replik der Freiheitsglocke für die Einwohner Berlins gaben. Geschaffen nach dem Vorbild der US-amerikanischen Liberty Bell, ließ man sie auf einem „Kreuzzug für die Freiheit“ quer durch die USA reisen, bevor sie an ihren Bestimmungsort in Berlin gebracht wurde. Die Spendenaktion wurde, ebenso wie die übrigen Aktivitäten des Nationalkomitees, offiziell als Initiative von Privatleuten dargestellt, war aber von der amerikanischen Regierung und vom Geheimdienst CIA entworfen und unterstützt worden. Die Glocke selbst wurde zu einem herausragenden Symbol der besonders engen Beziehungen Amerikas zum West-Berlin der Nachkriegszeit.
Die Freiheitsglocke trägt am unteren Rand als umlaufende Inschrift ein Zitat aus Lincolns Gettysburg Address:

“That this world under God shall have a new birth of freedom.”

„Möge diese Welt mit Gottes Hilfe eine Wiedergeburt der Freiheit erleben.“

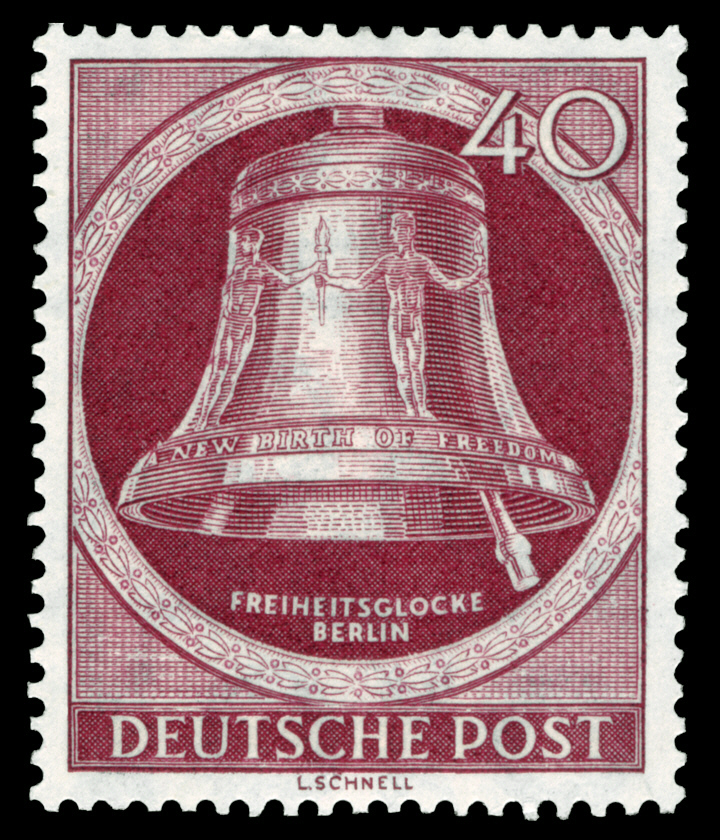
Briefmarke (1952)

Die Glocke erklingt im Schlagton e°, hat einen Durchmesser von 2,48 Metern und wurde mit einem Gewicht von 10.206 kg (andere Angabe: 9500 kg) von der britischen Gießerei Gillett & Johnston im Londoner Bezirk Croydon gegossen. Am 20. Oktober 1950 traf die Freiheitsglocke in Bremerhaven ein und am 21. Oktober wurde sie im Turm des Rathauses Schöneberg aufgehängt. Am 24. Oktober 1950, dem Tag der Vereinten Nationen, ertönte die Glocke im Rahmen einer Feier zum ersten Mal. Seit diesem Tag wurde jeden Sonntagmittag im RIAS eine Aufnahme des Geläuts der Freiheitsglocke mit den Worten des Freiheitsgelöbnisses gesendet. In dieser Tradition sendet auch der Deutschlandfunk Kultur, der zunächst als DeutschlandRadio Berlin auf Sendung ging und zwischenzeitlich Deutschlandradio Kultur hieß, seit dem Jahr 2000, jeden Sonntag kurz vor 12 Uhr das Geläut und das Freiheitsgelöbnis. Am 26. Juni 1963, dem Tag des Besuchs des amerikanischen Präsidenten John F. Kennedy in Berlin, ertönte die Freiheitsglocke nach der Rede Kennedys vor dem Schöneberger Rathaus, während er sich in das Goldene Buch der Stadt eintrug.
Die Freiheitsglocke wird jeden Tag um 12 Uhr geläutet sowie am 1. Mai, an Heiligabend und zum Jahreswechsel um Mitternacht. Bei besonderen weltpolitischen Ereignissen wird die Freiheitsglocke auch gesondert geläutet, wie z. B. bei der Trauerfeier für die Opfer des Aufstandes vom 17. Juni 1953 (am 23. Juni 1953), anlässlich der Kundgebung für die Opfer des Ungarnaufstands 1956 sowie bei der Kundgebung am 16. August 1961 (drei Tage nach dem Mauerbau). Am 3. Oktober 1990 läutete die Freiheitsglocke die Wiedervereinigung Deutschlands ein.
Am 18. Januar 2001 wurde die Freiheitsglocke mit Hilfe eines Krans vom Turm des Rathauses Schöneberg genommen und auf einem Tieflader ins bayerische Nördlingen geschafft. Die dort ansässige Firma Lachenmeyer reparierte den bereits 1972 im Glockenkörper entdeckten Riss.
Am 13. September 2001 läutete die Freiheitsglocke aus Anlass der Terroranschläge am 11. September 2001 für sieben Minuten und tausende Berliner gedachten auf dem John-F.-Kennedy-Platz vor dem Rathaus Schöneberg der Opfer.
In den Jahren 1951 bis 1953 wurden insgesamt 15 Briefmarken der Deutschen Bundespost Berlin mit dem Bild der Glocke (Michel-Nummern 75–79 Klöppel links, 82–86 Klöppel rechts und 101–105 Klöppel mittig) ausgegeben. Aufdruckausgaben mit den Michel-Nummern 118 und 155 erschienen anlässlich der Wahl des deutschen Bundespräsidenten 1954 und zur Hilfe für die vom Julihochwasser 1956 Geschädigten (20+10).
Eine Ausstellung im Turm dokumentiert die Idee und den Weg der Freiheitsglocke. Hier werden auch die 16 Millionen Unterschriften amerikanischer Staatsbürger unter der Freiheitserklärung in einem Freiheitsschrein aufbewahrt.

## Freiheitsgelöbnis
Zurückgehend auf eine Tradition des Berliner Senders RIAS ist die Freiheitsglocke jeden Sonntag um 11:59 Uhr im Programm von Deutschlandfunk Kultur zu hören, gefolgt von den gesprochenen Worten des Freiheitsgelöbnisses. Der Text dieses Manifests für die Freiheit ist eine Übersetzung der von der Unabhängigkeitserklärung der Vereinigten Staaten inspirierten „Declaration of Freedom“ auf den Bögen der amerikanischen Unterschriftenaktion. Der Text wurde und wird jeweils von bekannten Theaterschauspielern in eindringlicher Aussprache gesprochen, zur ständigen Erinnerung an die Welt, dass Freiheit nicht von selbst entsteht und zeitlebens verteidigt werden muss.

„Ich glaube an die Unantastbarkeit und an die Würde jedes einzelnen Menschen. Ich glaube, dass allen Menschen von Gott das gleiche Recht auf Freiheit gegeben wurde. Ich verspreche, jedem Angriff auf die Freiheit und der Tyrannei Widerstand zu leisten, wo auch immer sie auftreten mögen.“

Declaration of Freedom
Die Unterschriftenliste in den USA zeigte zwei Textboxen im Kopf („enroll in the crusade of freedom“ und „help lift the iron curtain everywhere“), gefolgt von der Überschrift „Declaration of Freedom“ und den folgenden Zeilen:

“I believe in the sacredness and dignity of the individual. / I believe that all men derive the right to freedom equally from God. / I pledge to resist aggression and tyranny wherever they appear on earth.”

gefolgt von den Zeilen

“I am proud to enlist in the Crusade for Freedom. / I am proud to help make the freedom Bell possible, to be a signer of this Declaration of Freedom, to have my name included as a permanent part of the Freedom Shrine in Berlin, and to join with the millions of men and women throughout the world who hold the cause of freedom sacred.”